# Antromycopsis
Antromycopsis är ett släkte av svampar. Antromycopsis ingår i familjen musslingar, ordningen Agaricales, klassen Agaricomycetes, divisionen basidiesvampar och riket svampar.
|               | Pleurotus                                                                                |
|               |                                                                                          |
|               | Geopetalum                                                                               |
|               |                                                                                          |
|               | Hohenbuehelia                                                                            |
|               |                                                                                          |
| Antromycopsis | \| \| Antromycopsis guzmanii \| \| \| \| \| \| Antromycopsis fuscosquamulosa \| \| \| \| |
|               | \| \| Antromycopsis guzmanii \| \| \| \| \| \| Antromycopsis fuscosquamulosa \| \| \| \| |
|               | Pleuropus                                                                                |
|               |                                                                                          |
|               | Nematoctonus                                                                             |
|               |                                                                                          |
|               | Cantharocybe                                                                             |
|               |                                                                                          |
|               | Agaricochaete                                                                            |
|               |                                                                                          |
|               | Antromycopsis guzmanii                                                                   |
|               |                                                                                          |
|               | Antromycopsis fuscosquamulosa                                                            |
|               |                                                                                          |

|  | Antromycopsis guzmanii        |
|  |                               |
|  | Antromycopsis fuscosquamulosa |
|  |                               |